# John Clark (football, 1964)
 (mai 2019).
Ne doit pas être confondu avec John Clark (football, 1941).
Pour les articles homonymes, voir John Clark (homonymie) et Clark.
John Brown Clark est un ancien footballeur écossais, né le 22 janvier 1964, à Édimbourg en Écosse. Il évoluait au poste de défenseur.

## Biographie
John Clark naît à Édimbourg et rejoint le club de Dundee United en 1976. Il débute comme attaquant dans l'équipe réserve et inscrit plus de 100 buts. Il fait ses débuts professionnel lors de la saison 1982-1983.
Avec Dundee United, il arrive en finale de la Coupe UEFA  en 1987. Il inscrit le but égalisateur lors du match retour de la finale. Finale perdue par Dundee United contre IFK Göteborg (défaite 1-0 à Göteborg et match nul 1-1 à Dundee).
Il marque également trois autres buts lors de cette édition, dont un contre le FC Barcelone au Camp Nou en quart de finale retour.
Cette même saison, Dundee United perd également la finale de la Coupe d'Écosse contre Saint Mirren FC, tout comme la saison suivante contre le Celtic Glasgow. 

## Palmarès
- Dundee United
  - Vainqueur du Championnat d'Écosse en 1983
  - Finaliste de la Coupe UEFA en 1987
  - Finaliste de la Coupe d'Écosse en 1987, 1988 et 1991